# Roger K. Furse
Roger K. Furse (ur. 11 września 1903 w Ightham; zm. 19 sierpnia 1972 w Korfu) – brytyjski scenograf i kostiumograf filmowy i teatralny. Zdobywca Oscara za najlepsze kostiumy i scenografię do filmu Hamlet (1948).

## Życiorys
Jego ojcem był generał porucznik sir William Furse, a siostrą - aktorka Judith Furse. Kształcił się w elitarnej szkole Eton College, po czym studiował w londyńskiej Slade School of Fine Arts.
Stały współpracownik legendarnego aktora i reżysera Laurence’a Oliviera, z którym nakręcił filmy Henryk V (1944), Hamlet (1948), Ryszard III (1955) oraz Książę i aktoreczka (1957). Furse pracował również na planie tak głośnych filmów, jak Niepotrzebni mogą odejść (1947) Carola Reeda, Pod znakiem Koziorożca (1949) Alfreda Hitchcocka, Witaj, smutku (1958) Otto Premingera czy Spartakus (1960) Stanleya Kubricka.
Poza pracą w filmie, Furse projektował też scenografię i kostiumy do przedstawień teatralnych i spektakli baletowych. Za dekoracje do broadwayowskiego hitu Duel of Angels otrzymał w 1961 r. nominację do prestiżowej Nagrody Tony.
Jego pierwszą żoną była nagrodzona Oscarem kostiumolożka Margaret Furse.

## Filmografia

### scenografia
- 1945: Prawdziwa chwała (The True Glory) - dokumentalny
- 1947: Niepotrzebni mogą odejść (Odd Man Out)
- 1948: Hamlet
- 1955: Ryszard III (Richard III)
- 1957: Święta Joanna (Saint Joan)
- 1957: Książę i aktoreczka (The Prince and the Showgirl)
- 1958: Witaj, smutku (Bonjour tristesse)
- 1960: Spartakus (Spartacus)
- 1961: Rzymska wiosna pani Stone (The Roman Spring of Mrs. Stone)
- 1962: Droga do Hongkongu (The Road to Hong Kong)

### kostiumy
- 1944: Henryk V (Henry V)
- 1948: Hamlet
- 1949: Pod znakiem Koziorożca (Under Capricorn)
- 1950: The Angel with the Trumpet
- 1952: Ivanhoe
- 1953: Rycerze Okrągłego Stołu (Knights of the Round Table)
- 1955: Ryszard III (Richard III)
- 1956: Helena Trojańska (Helen of Troy)